# Campeonato Africano de Atletismo de 1979
A 1ª edição do Campeonato Africano de Atletismo foi realizado de 2 a 5 de agosto de 1979 no Stade Demba Diop, em Dakar, no Senegal. Foram disputadas um total de 23 provas masculinos e 16 femininos, num total de 251 atletas de 24 nacionalidades. 

## Medalhistas

### Masculino
| Evento                  | Ouro                                | Ouro     | Prata                                   | Prata    | Bronze                           | Bronze   |
| ----------------------- | ----------------------------------- | -------- | --------------------------------------- | -------- | -------------------------------- | -------- |
| 100 metros              | Ernest Obeng · Gana                 | 10.54    | Théophile Nkounkou · Congo              | 10.63    | Edward Ofili · Nigéria           | 10.66    |
| 200 metros              | Edward Ofili · Nigéria              | 20.90    | Georges Kablan Degnan · Costa do Marfim | 21.14    | Emmanuel Bitanga · Camarões      | 21.18    |
| 400 metros              | El Kashief Hassan · Sudão           | 45.34    | James Atuti · Quénia                    | 45.95    | Billy Konchellah · Quénia        | 46.28    |
| 800 metros              | James Maina · Quénia                | 1:48.8   | Omer Khalifa · Sudão                    | 1:49.3   | Mehdi Aidet · Argélia            | 1:49.8   |
| 1 500 metros            | Mike Boit · Quénia                  | 3:39.9   | Abderrahmane Morceli · Argélia          | 3:40.1   | Mehdi Aidet · Argélia            | 3:40.5   |
| 5 000 metros            | Miruts Yifter · Etiópia             | 14:14.0  | Yohannes Mohamed · Etiópia              | 14:14.2  | Kip Rono · Quénia                | 14:18.0  |
| 10 000 metros           | Miruts Yifter · Etiópia             | 29:08.0  | Yohannes Mohamed · Etiópia              | 29:10.0  | Rachid Habchaoui · Argélia       | 29:28.9  |
| 110 metros barreiras    | Godwin Obasogie · Nigéria           | 13.76    | Philip Sang · Quénia                    | 13.81    | Thomas Nnakwe · Nigéria          | 14.03    |
| 400 metros barreiras    | Daniel Kimaiyo · Quénia             | 50.05    | Wilson Kibiego · Quénia                 | 51.06    | Dennis Otono · Nigéria           | 51.23    |
| 3 000 metros obstáculos | Kip Rono · Quénia                   | 8:30.9   | Eshetu Tura · Etiópia                   | 8:31.4   | Yohannes Mohamed · Etiópia       | 8:39.4   |
| 4×100 metros estafetas  | Costa do Marfim                     | 39.80    | Senegal                                 | 41.60    | Tanzânia                         | 41.71    |
| 4×400 metros estafetas  | Quénia                              | 3:08.2   | Nigéria                                 | 3:10.2   | Senegal                          | 3:11.5   |
| Maratona                | Kebede Balcha · Etiópia             | 2:29:53  | Gidamis Shahanga · Tanzânia             | 2:36:46  | Ladislas Hakuzimana · Ruanda     | 2:54:28  |
| 10 km marcha            | Benamar Kachkouche · Argélia        | 48:50.8a | Hunde Ture · Etiópia                    | 50:45.6a | John Mutinda · Quénia            | 55:45.2a |
| Salto em altura         | Othmane Belfaa · Argélia            | 2.15     | Hamid Sahil · Argélia                   | 2.13     | Moussa Sagna Fall · Senegal      | 2.05     |
| Salto à vara            | Mohamed Bensaad · Argélia           | 4.70     | Loué Legbo · Costa do Marfim            | 4.60     | Ahmed Rezki · Argélia            | 4.50     |
| Salto em comprimento    | Ajayi Agbebaku · Nigéria            | 7.94     | Kayode Elegbede · Nigéria               | 7.89     | Joseph Kio · Nigéria             | 7.78     |
| Triplo salto            | Ajayi Agbebaku · Nigéria            | 16.82    | Abdoulaye Diallo · Senegal              | 16.42    | Joseph Kio · Nigéria             | 16.25    |
| Lançamento do peso      | Youssef Nagui Asaad · Egito         | 20.32    | Mohamed Fatihi · Marrocos               | 15.80    | Abderrazak Ben Hassine · Tunísia | 14.42    |
| Lançamento do disco     | Abderrazak Ben Hassine · Tunísia    | 54.60    | Mohamed Naguib Hamed · Egito            | 54.40    | Harrison Salami · Nigéria        | 53.10    |
| Lançamento do martelo   | Abdellah Boubekeur · Argélia        | 56.02    | Youssef Ben Abid · Tunísia              | 53.84    | Hisham Fouad Greiss · Egito      | 49.10    |
| Lançamento do dardo     | Jacques Ayé Abehi · Costa do Marfim | 76.74    | Zakayo Malekwa · Tanzânia               | 76.06    | Tarek Chaabani · Tunísia         | 75.20    |
| Decatlo                 | Mohamed Bensaad · Argélia           | 7148     | Ebewele Brown · Nigéria                 | 7043     | Alioune Seck · Senegal           | 6741     |

### Feminino
| Evento                 | Ouro                        | Ouro   | Prata                        | Prata  | Bronze                         | Bronze |
| ---------------------- | --------------------------- | ------ | ---------------------------- | ------ | ------------------------------ | ------ |
| 100 metros             | Oguzoeme Nsenu · Nigéria    | 11.53  | Hannah Afriyie · Gana        | 11.56  | Nzaeli Kyomo · Tanzânia        | 11.59  |
| 200 metros             | Hannah Afriyie · Gana       | 23.81  | Nzaeli Kyomo · Tanzânia      | 24.48  | Ruth Waithera · Quénia         | 24.66  |
| 400 metros             | Grace Bakari · Gana         | 53.33  | Marième Boye · Senegal       | 54.52  | Mary Chemweno · Quénia         | 55.41  |
| 800 metros             | Mary Chemweno · Quénia      | 2:08.4 | Rose Tata · Quénia           | 2:10.9 | Amsala Woldegebriel · Etiópia  | 2:11.9 |
| 1 500 metros           | Sakina Boutamine · Argélia  | 4:23.6 | Rose Thomson · Quénia        | 4:25.0 | Hassania Darami · Marrocos     | 4:26.5 |
| 3 000 metros           | Sakina Boutamine · Argélia  | 9:31.1 | Rose Thomson · Quénia        | 9:32.1 | Hassania Darami · Marrocos     | 9:39.7 |
| 100 metros barreiras   | Judy Bell-Gam · Nigéria     | 14.13  | Bella Bell-Gam · Nigéria     | 14.36  | Fatima El Faquir · Marrocos    | 14.52  |
| 400 metros barreiras   | Fatima El Faquir · Marrocos | 59.73  | Rose Tata · Quénia           | 59.85  | Ruth Kyalisima · Uganda        | 60.41  |
| 4×100 metros estafetas | Gana                        | 45.63  | Nigéria                      | 46.45  | Senegal                        | 50.23  |
| 4×400 metros estafetas | Gana                        | 3:41.8 | Quénia                       | 3:46.1 | Nigéria                        | 3:54.9 |
| Salto em altura        | Kawther Akrémi · Tunísia    | 1.69   | Elizabeth Ezo · Nigéria      | 1.69   | Fernande Agnentchoué · Gabão   | 1.63   |
| Salto em comprimento   | Bella Bell-Gam · Nigéria    | 6.24   | Florence Ochonogor · Nigéria | 6.18   | Jeanette Yawson · Gana         | 6.04   |
| Arremesso de peso      | Odette Mistoul · Gabão      | 13.45  | Grace Apiafi · Nigéria       | 13.24  | Joyce Aciro · Uganda           | 12.95  |
| Lançamento do disco    | Zoubida Laayouni · Marrocos | 46.18  | Fathia Jerbi · Tunísia       | 45.18  | Helen Alyek · Uganda           | 43.04  |
| Lançamento do dardo    | Agnès Tchuinté · Camarões   | 50.20  | Eunice Nekesa · Quénia       | 49.98  | Constance Rwabiryagye · Uganda | 41.64  |
| Pentatlo               | Bella Bell-Gam · Nigéria    | 3607   | Florence Ochonogor · Nigéria | 3524   | Julie-Marie Gomis · Senegal    | 3409   |

## Quadro de medalhas
| Ordem | País            | Medalha de ouro | Medalha de prata | Medalha de bronze | Total |
| ----- | --------------- | --------------- | ---------------- | ----------------- | ----- |
| 1     | Nigéria         | 8               | 9                | 7                 | 24    |
| 2     | Argélia         | 7               | 2                | 4                 | 13    |
| 3     | Quênia          | 6               | 9                | 5                 | 20    |
| 4     | Gana            | 5               | 1                | 1                 | 7     |
| 5     | Etiópia         | 3               | 4                | 2                 | 9     |
| 6     | Tunísia         | 2               | 2                | 2                 | 6     |
| 7     | Costa do Marfim | 2               | 2                | 0                 | 4     |
| 8     | Marrocos        | 2               | 1                | 3                 | 6     |
| 9     | Egito           | 1               | 1                | 1                 | 3     |
| 10    | Sudão           | 1               | 1                | 0                 | 2     |
| 11    | Camarões        | 1               | 0                | 1                 | 2     |
| 11    | Gabão           | 1               | 0                | 1                 | 2     |
| 13    | Senegal         | 0               | 3                | 5                 | 8     |
| 14    | Tanzânia        | 0               | 3                | 2                 | 5     |
| 15    | Congo           | 0               | 1                | 0                 | 1     |
| 16    | Uganda          | 0               | 0                | 4                 | 4     |
| 17    | Ruanda          | 0               | 0                | 1                 | 1     |